# 雅威典
雅威典（英語：Yahwist），或称耶和华文献（Jahwist）、J典，在底本學說中，是《摩西五经》的四個文本来源之一，因其中称呼上帝为YHWH（雅威，或耶和華）而得名。。
其成书年代最早，原先通常认为雅威典成书于公元前950年左右，但后来的研究表明其部分内容成书时间不早于公元前7世纪。现在有理论认为其成书于被掳或后被掳时期（公元前6至5世纪），不过学界对于其时代甚至雅威典是否真的存在仍存有争议。

## 特色
在耶和華文獻中，以色列人的上帝雅威，通常被擬人化，是一個有實體的，而且擁有人類個性的神明，舉例而言，亞伯拉罕曾經為了所多瑪與蛾摩拉的命運跟上帝進行討價還價。在〈出埃及記〉中，摩西帶領以色列人離開埃及之後，上帝曾經多次威脅要毀減不信仰他的以色列人。
耶和華文獻特別注意猶大地區，猶大地區的城市，如耶路撒冷，以及其臨近的以東。特別注重大衛王王朝的傳說，支持其統治合法性。對於便雅悯支派與猶大支派之外的其他的以色列支族抱持批評的態度。對於在北方的以色列王國也充滿批評，曾批評其首都撒馬利亞是經由種族屠殺建立的。

### 引用
1. ↑  Murphy, p.97
2. ↑  Gilbert, p.31
3. ↑  Romer, pp.10-16
4. ↑  Campbell & O'Brien, p.10
5. ↑  Baden, pp.305-313
6. ↑  Dozeman, Schmid (2006), passim